# Curt Herrmann

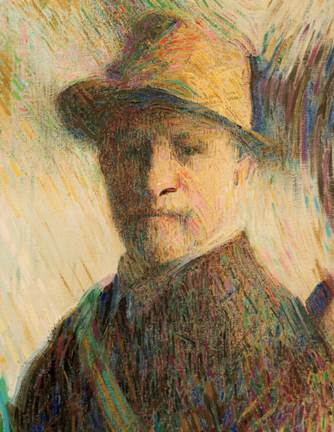
Selbstporträt Curt Herrmann, um 1919

Hugo Curt Herrmann (* 1. Februar 1854 in Merseburg; † 13. September 1929 in Erlangen) war ein deutscher Maler des Impressionismus und Neoimpressionismus und Gründungsmitglied der Berliner Secession.

## Leben
Curt Herrmann wurde als fünftes von sieben Kindern des Ehepaares Johann Heinrich Herrmann (1812–1888), Direktor der Iduna-Versicherungsgesellschaft, und Luise Therese Herrmann, geb. Heberer (1826–1908), geboren. Sein jüngerer Bruder war der Archäologe Paul Herrmann (1859–1935). 1870 zog die Familie nach Berlin um. Curt Herrmann verließ die Schule ohne Abschluss und trat 1873 in das Atelier von Carl Steffeck ein, bei dem zuvor schon Max Liebermann und Hans von Marées studiert hatten. Obwohl er sich bis dahin vor allem mit der Porträtmalerei beschäftigt hatte und ihm die offizielle Zugangsberechtigung fehlte, schrieb sich Herrmann am 21. April 1884 bei dem Historienmaler Wilhelm von Lindenschmit d. J. an der Akademie in München ein. Nachdem er das Studium 1885 beendet hatte, arbeitete er als Porträtmaler in München. Mit dem Kunstkritiker und -historiker Richard Muther war er seit diesen Jahren befreundet.

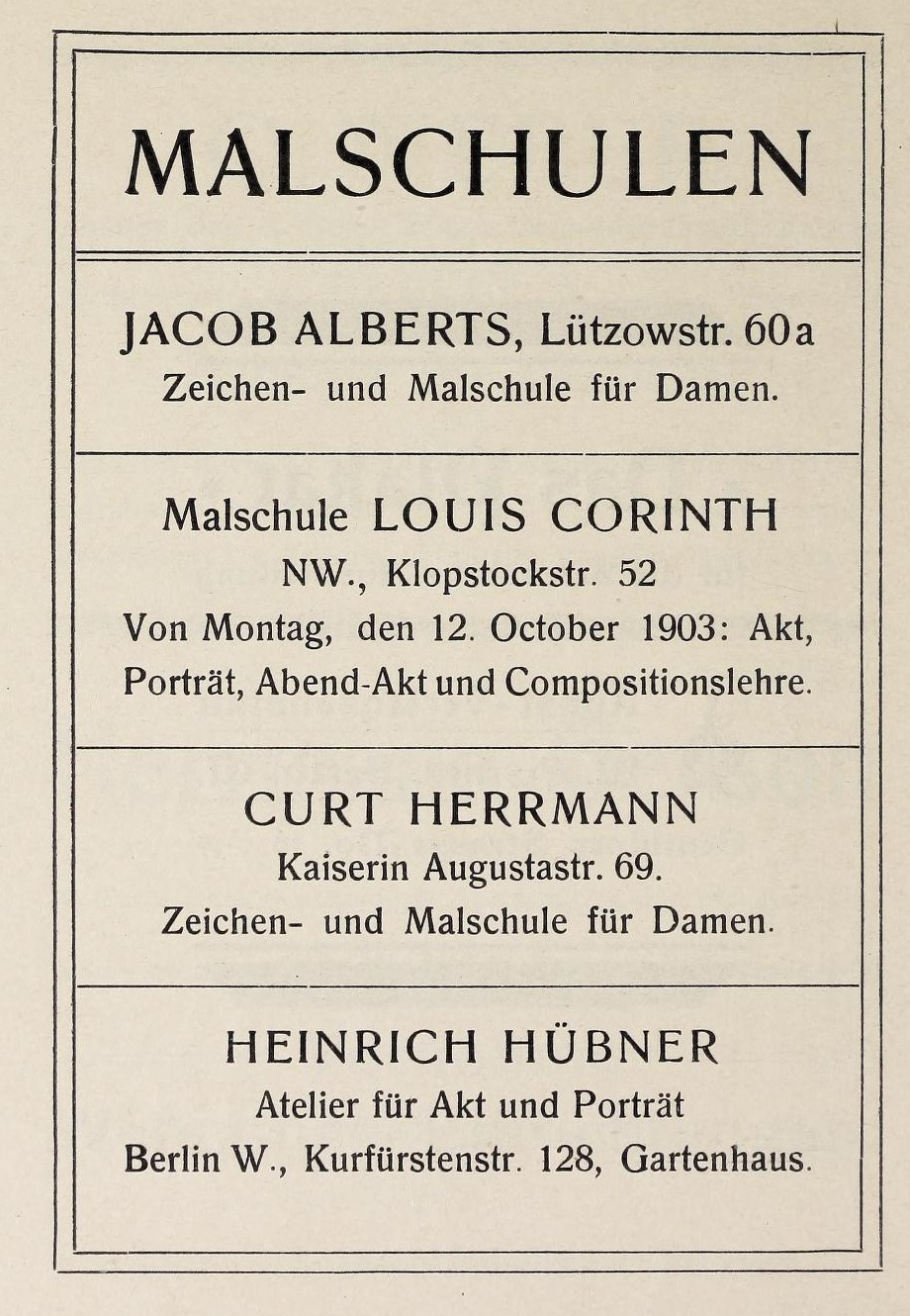
Anzeige im Katalog der siebenten Kunstausstellung der Berliner Secession, 1903

1893 übersiedelte Herrmann nach Berlin und eröffnete eine Zeichen- und Malschule für Damen, die er mit Unterbrechungen bis 1903 führte. Zu seinem Freundeskreis gesellten sich nun Philipp Franck und Dora Hitz. 1895 wurde Sophie Herz (1872–1931) seine Schülerin. 1897 heiratete das Paar.
Als Künstler und Sammler spielte Curt Herrmann im Berliner Kunstleben um 1900 eine zentrale Rolle. So war er 1898 Gründungs- und Vorstandsmitglied der Berliner Secession und 1903 des Deutschen Künstlerbundes.
Bei seiner Hochzeitsreise nach Paris und Brüssel lernte er 1897 Henry van de Velde kennen, mit dem ihn eine lebenslange Freundschaft verband. Dieser machte ihn mit dem Neoimpressionismus und dessen wichtigsten Vertretern bekannt, darunter Paul Signac, Henri Edmond Cross und Maximilien Luce, deren Werke Herrmann auch sammelte. Van de Velde stattete auch die Wohnungen Herrmanns in Berlin aus. In diesen Jahren stand Herrmann in engem Kontakt mit den Vorkämpfern einer neuen Kunst, wie Julius Meier-Graefe, Cäsar Flaischlen und Harry Graf Kessler.
Dank seiner persönlichen Bekanntschaft mit Paul Signac, Théo van Rysselberghe und Maurice Denis wurde Herrmann zu einem wichtigen Vermittler des französischen Neoimpressionismus in Deutschland. 1902 regte er den Galeristen Paul Cassirer an, eine der ersten Ausstellungen in Deutschland mit deren Werken zu veranstalten. 1906 organisierte er selbst eine Sonderausstellung moderner französischer Kunst innerhalb der Ausstellung der Berliner Secession. Als sich 1914 die Berliner Secession teilte, wurde Herrmann Mitglied der Freien Secession und war von 1914 bis 1918 deren Präsident.
Herrmann förderte nach 1900 zahlreiche jüngere Künstler wie Otto Hettner, Arthur Segal, Alexej von Jawlensky, Adolf Erbslöh und die Mitglieder der Künstlervereinigung Brücke, indem er sie zu Ausstellungen einlud und ihre Werke erwarb.
Ab 1919 hielt sich Herrmann vermehrt auf dem oberfränkischen Schlossgut Pretzfeld auf, das seiner Schwiegermutter gehörte, und kehrte Berlin bald ganz den Rücken. Ab 1923 wurde er zunehmend von Depressionen geplagt und musste sich in langwierige Behandlungen in Erlangen begeben. Die Malerei gab er 1923 auf.
Am 10. und 11. November 1938 plünderten Nationalsozialisten das Schlossgut Pretzfeld und verbrannten ein zentrales frühes Werk, einen Knabenakt, wegen angeblich unmoralischer Darstellung öffentlich. Der einzige Sohn Herrmanns, der Architekt Fritz Herrmann (1898–1983), befand sich zu dieser Zeit bereits mit seiner Familie im Exil in England.

## Werk
Seiner Zeit entsprechend war Herrmann zunächst an der niederländischen Malerei des 17. Jahrhunderts, an Frans Hals und Rembrandt interessiert, deren Werke er kopierte. Bis Ende der 1880er Jahre konzentrierte er sich auf die Porträtmalerei, doch bereits in München trat die Beschäftigung mit der Landschaft hinzu, und Herrmann entdeckte die aktuelle Pleinairmalerei für sich.
Seine mit lockerem Pinselstrich und in hell leuchtenden Farben gemalten Bilder der 1890er Jahre wurden zum Vorbild für eine jüngere deutsche Künstlergeneration, wie etwa den Künstlern der Vereinigung Scholle. Durch das Erlebnis des Neoimpressionismus begann Herrmann neben dem befreundeten Paul Baum als einer der ersten in Deutschland im Stil des Pointillismus zu malen. Zur Landschaft traten nun auch das Stillleben und die Großstadtlandschaft.
Um 1920 malte Herrmann vermehrt stark stilisierte Blumenstillleben, die in einigen Fällen sogar nahezu abstrakt wurden.
Curt Herrmanns Werke sind vor allem in der Neuen Galerie in Kassel zu sehen. Im oberfränkischen Ort Pretzfeld bei Forchheim ist ihm ein privates Museum gewidmet, das nach Voranmeldung besichtigt werden kann.

## Auszeichnungen
- 1917 wurde Curt Herrmann von der Königlichen Akademie der Künste in Berlin der Professorentitel verliehen.
- 1924 verlieh ihm die Universität Marburg auf Antrag des Kunsthistorikers Richard Hamann die Ehrendoktorwürde.

## Eigene Schriften
- Der Kampf um den Stil. Probleme der modernen Malerei. Berlin 1911.

## Ausgewählte Gemälde

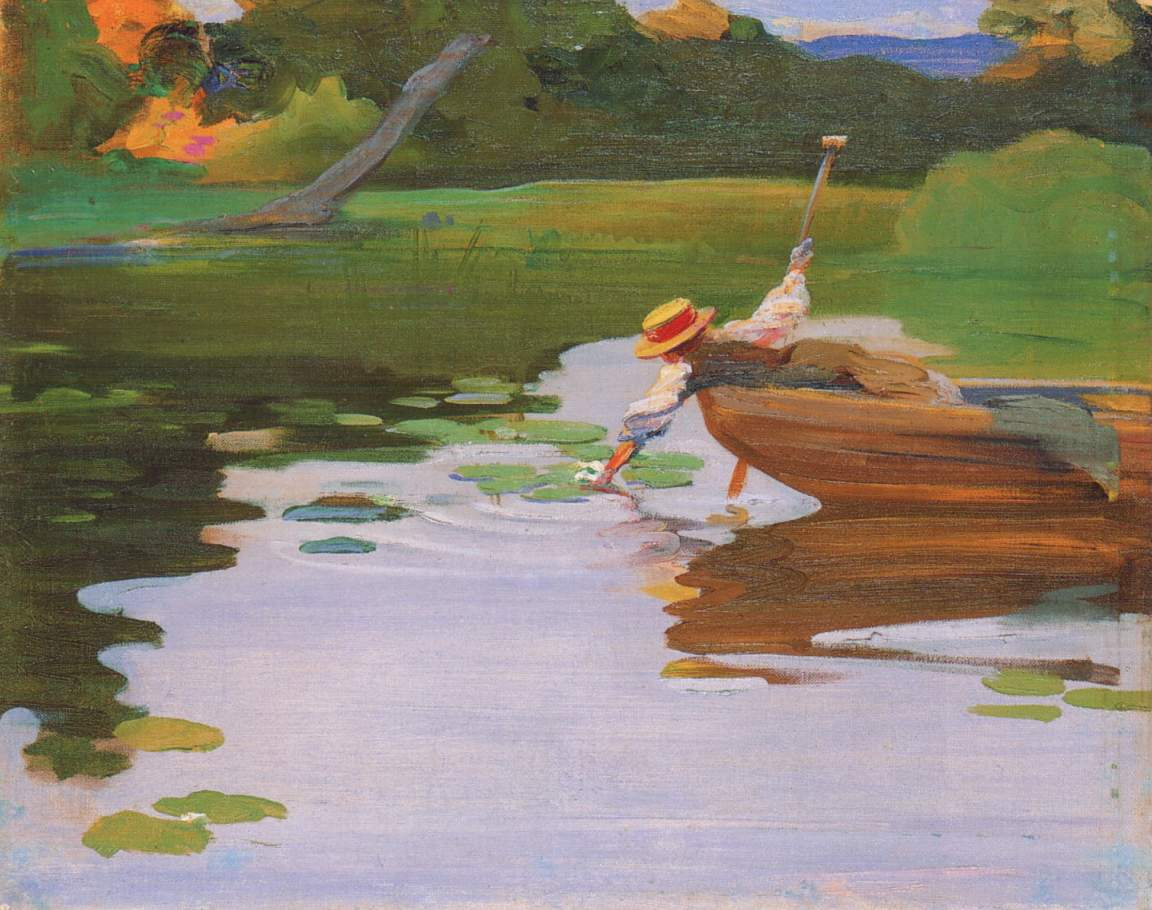
Curt Herrmann: Mädchen im Kahn, 1887/98
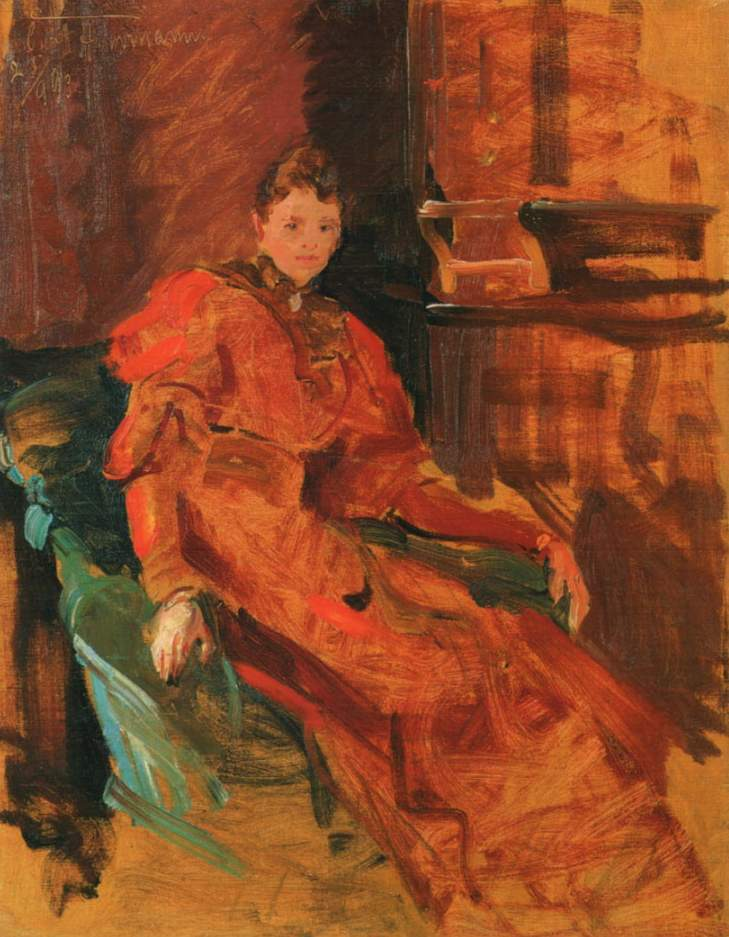
Curt Herrmann: Dame in rotem Kleid, 1893
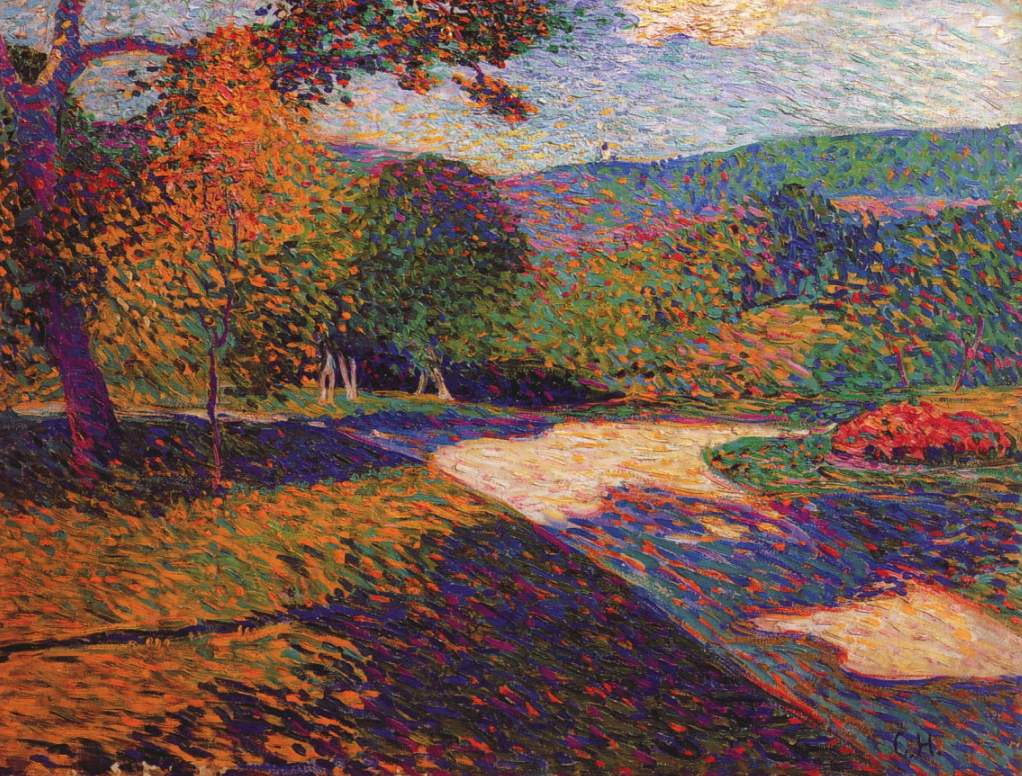
Curt Hermann: Sommerlicher Parkweg mit Blick auf das Wiesenttal, um 1903
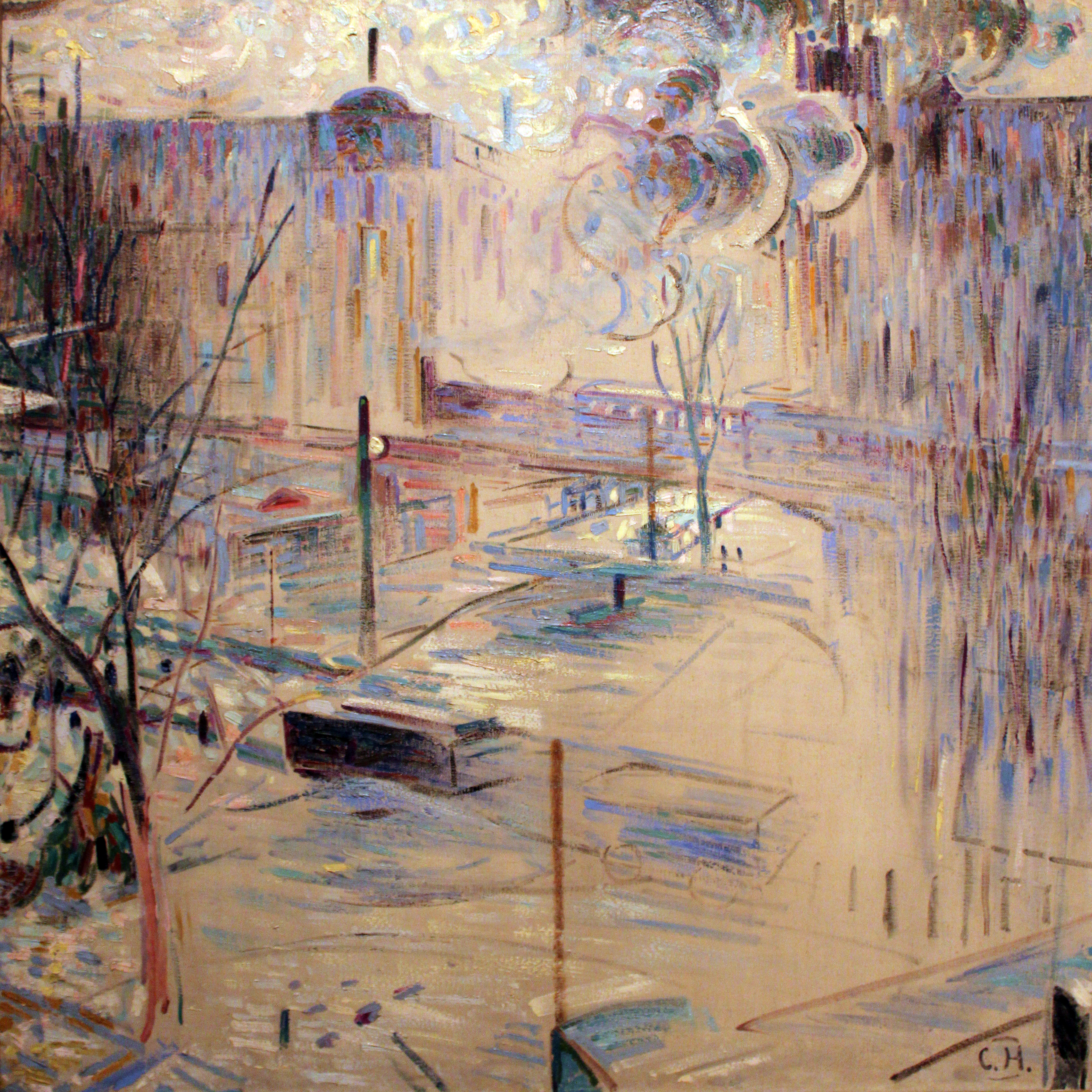
Curt Herrmann: Savignyplatz, 1911